# Pablo Chiapella
Pablo Chiapella Cámara (né à Albacete, le 1er décembre 1976,), surnommé Chape, est un acteur et présentateur espagnol. Il est surtout connu pour ses rôles d'Amador Rivas dans la série télévisée La que se avecina et de Moncho Heredia dans Aquí no hay quien viva.

## Biographie
Pablo Chiapella Cámara est né à Albacete le 1er décembre 1976. Adolescent, il a fréquenté une école privée à Albacete. En 1998, il obtient un diplôme d'enseignant spécialisé en éducation physique à la faculté d'éducation d'Albacete de l'université de Castille-La Manche. Il décide ensuite de se consacrer au monde artistique, ce qui l'amène à obtenir un diplôme d'art dramatique. Il est entré dans le monde du théâtre grâce à un ami, Ernesto Sevilla, qui lui a proposé de faire une interview pour Paramount Comedy. Il est d'origine italienne. Ses grands-parents paternels étaient originaires de Turin.
Depuis 2000, Pablo Chiapella est acteur pour la chaîne câblée Paramount Comedy. On a pu le voir dans des programmes tels que La hora chanante, en tant que présentateur et acteur de monologues dans les programmes de Paramount, en tant que protagoniste de "El capitán Sevilla y el Centurión Chape". En 2004, il prolonge sa carrière à la télévision en participant à des séries telles que Lobos (Antena 3, 2004) et Hospital Central (Telecinco) ; la série TVE Al filo de la ley, dans laquelle il joue un avocat et Fuera de control, également sur TVE, dans laquelle il joue le journaliste "Retu". Il a également participé à la série El comisario de Telecinco, dans l'épisode intitulé Como perro acorralado.
En 2006, il a joué le rôle d'Alfonso "Moncho" Heredia dans la dernière saison de Aquí no hay quien viva sur Antena 3, et depuis 2007, il joue le rôle d'Amador Rivas dans la série La que se avecina sur Telecinco,,.
Au cours de sa carrière artistique, Chiapella a participé à une douzaine de courts métrages tels que El arte de la seducción (2002) de Sandra Ruiz ou 7º Izquierda (2003) de Carlos Sanz. En 2002, il a tourné son premier long métrage, La vida mancha d'Enrique Urbizu. Il a également joué le rôle de Tenorio dans El burlador de Sevilla, réalisé par José Luis Sáez, et a collaboré à des productions de Jaroslaw Bielski telles que Nuestra cocina.
Il fait partie du "Cuarteto de Albacete", un groupe d'humoristes formé par lui-même, Joaquín Reyes, Ernesto Sevilla et Raúl Cimas.
Il a travaillé pendant un certain temps sur l'émission comique La hora chanante, diffusée par Paramount Comedy. Il a développé sa carrière d'humoriste en apparaissant dans des programmes télévisés tels que El club de la comedia. Tout au long des années 2013 et 2014, Chiapella s'est produit dans différentes villes d'Espagne, comme Murcie, Orense, Vitoria, Salamanque et Barcelone, avec son spectacle "Sí, Soy el Señor", où il exploite sa facette d'humoriste.
En 2014, il a joué dans le film Perdona si te llamo amor. Plus tard, en 2019, il joue pour la première fois dans un long métrage, Viva la vida, dans le rôle de Juan.
En 2018, il fait ses débuts en tant que présentateur en prenant la tête de l'émission El paisano, diffusée sur La 1 de TVE. Dans ce nouveau rôle, il anime le jeu télévisé El bribón de novembre 2019 à février 2020 sur Cuatro.
En 2021, il a présenté pour la première fois une mini-série pour FDF intitulée Fuera de serie, dans laquelle il montre, par l'intermédiaire d'acteurs, sa vie et sa famille.

## Filmographie

### Cinéma
| Année | Titre (original)         | Titre (traduction)                 | Rôle    | Réalisateur               | Genre                  | Durée |
| ----- | ------------------------ | ---------------------------------- | ------- | ------------------------- | ---------------------- | ----- |
| 2003  | La vida mancha           | Les tâches de vie                  | Monitor | Enrique Urbizu            | Drame                  | 2h07  |
| 2013  | Free Birds               | Les oiseaux libres                 | Jake    | Jimmy Hayward             | Comédie / pour enfants | 1h31  |
| 2013  | Otro verano              | Un nouvel été                      | Cano    | Jorge Arenillas           | Thriller               | 1h29  |
| 2014  | Perdona si te llamo amor | Pardonne-moi si je t'appelle amour | Pedro   | Joaquín Llamas            | Romantique             | 2h    |
| 2019  | Viva la vida             | Vive la vie                        | Juan    | José Luis García Berlanga | Comédie                | 1h35  |
| 2022  | Llenos de gracia         | Plein de grâce                     | Rafa    | Roberto Bueso             | Comédie                | 1h49  |

### Télévision
| Année              | Titre (original)       | Titre (traduction)         | Chaîne                | Rôle                            | Épisodes     |
| ------------------ | ---------------------- | -------------------------- | --------------------- | ------------------------------- | ------------ |
| 2004               | Hospital Central       | Hôpital central            | Telecinco             | Homme en salle d'attente        | 2 épisodes   |
| 2005               | Lobos                  | Loups                      | Antena 3              | Police                          | 1 épisode    |
| 2005               | Al filo de la ley      | À la limite de la légalité | La 1                  | Hugo Estrada                    | 4 épisodes   |
| 2006               | Fuera de control       | Hors de contrôle           | La 1                  | Retu                            | 13 épisodes  |
| 2006               | El comisario           | Le commissaire             | Telecinco             | Olmo                            | 1 épisode    |
| 2006               | Aquí no hay quien viva | Personne n'est vivant ici  | Antena 3              | Alfonso "Moncho" Heredia García | 10 épisodes  |
| 2007 - aujourd'hui | La que se avecina      | Le prochain                | Telecinco             | Amador Rivas Latorre            | 178 épisodes |
| 2008               | Días sin luz           | Jours sans lumière         | Antena 3              | Consul                          | 1 épisode    |
| 2018               | Museo Coconut          | Musée Noix de Coco         | Neox                  | Josian                          | 1 épisode    |
| 2019               | Capitulo 0             | Chapitre 0                 | #0 por Movistar Plus+ | Quin                            | 1 épisode    |
| 2021               | Fuera de serie         | Hors série                 | FDF                   | Pablo                           | 6 épisodes   |

| Année       | Titre (original)                | Titre (traduction)                         | Fonction       | Chaîne           |
| ----------- | ------------------------------- | ------------------------------------------ | -------------- | ---------------- |
| 2002 - 2006 | La hora chanante                | L'heure du changement                      | Collaborateur  | Paramount Comedy |
| 2007 - 2010 | Muchachada Nui                  | Fille Nui                                  | Collaborateur  | La 2             |
| 2012 - 2013 | ¡Qué campanadas se avecinan!    | Quels sont les carillons qui s'annoncent ! | Présentateur   | Telecinco        |
| 2013        | Hoy se nos avecinas             | Aujourd'hui, vous venez                    | Invité spécial | FDF              |
| 2018        | El paisano                      | Le compatriote                             | Présentateur   | La 1             |
| 2019 - 2020 | El bribón                       | Le voyou                                   | Présentateur   | Cuatro           |
| 2020        | Planeta Calleja                 | Planète calme                              | Invité spécial | Cuatro           |
| 2020        | Job interview: estás contratado | Entretien d'embauche : vous êtes embauché  | Présentateur   | Cuatro           |
| 2021        | La noche D                      | La nuit D                                  | Invité spécial | La 1             |

### Courts métrages
| Titre (original)        | Titre (traduction)    | Réalisateur          |
| ----------------------- | --------------------- | -------------------- |
| El arte de la seducción | L'art de la séduction | Sandra Ruiz          |
| 7° izquierda            | 7ème à gauche         | Carlos Sanz          |
| La gran revelación      | La grande révélation  | Santiago De Lucas    |
| Pena                    | Pénalité              | Ana Martínez         |
| Cerillas                | Correspondances       | Raúl Fernández       |
| Lobisome                | Loup-Garou            | Juan de Dios Garduño |

### Théâtre
- El Burlador de Sevilla y convidado de piedra (Le Séducteur de Séville et le Convive de pierre), par José Luis Sáez
- Nuestra cocina (notre cuisine), par Jaroslaw Bielski
- El último templario de Jerez (Le dernier Templier de Jerez), par Antonio Pedro Penco
- La puerta de al lado (La porte d'à côté), Sergio Peris-Mencheta